# Jon Stephensen
Jon Stephensen, né le 24 décembre 1959, est un homme politique danois, membre du Folketing depuis 2022.

## Biographie
Jon Stephensen obtient en 1985 un diplôme en architecture à l'Académie royale des beaux-arts du Danemark, puis un diplôme de l'école de journalisme du Danemark en 1990. Après ses études, il travaille successivement pour différentes institutions culturelles, telles que le théâtre royal danois. En 2000, il devient directeur d'Aveny-T, un théâtre à Copenhague, une fonction qu'il occupe jusqu'en 2007, puis de nouveau à partir de 2011. Il est limogé de son poste de directeur par le conseil d'administration du théâtre en mai 2022, une décision qu'il conteste devant la justice, avant d'abandonner les poursuites en février 2023,.
En parallèle de ses activités professionnelles, il est dans les années 2010 chroniqueur à la télévision et pour le quotidien Berlingske.
Il participe à la création des Modérés, le nouveau parti de l'ancien Premier ministre Lars Løkke Rasmussen, en juin 2022. Il est élu député au Folketing sous l'étiquete du mouvement lors des élections législatives anticipées du 1er novembre 2022. Après le scrutin, il devient le porte-parole de son groupe parlementaire sur les questions culturelles, les affaires étrangères, et les enjeux liés au Groenland et aux Îles Féroé.
À partir de février 2023, plusieurs titres de presse révèlent différentes accusations concernant son mandat de directeur d'Aveny-T, nnotamment concernant une falsification de signatures qu'il nie et son rôle dans la destruction de deux œuvres d'art appartenant à l'établissement,. Le mois suivant, il est révélé qu'Aveny-T payait le loyer d'une location qu'il occupait pendant la rénovation de sa maison, et que cette situation n'a pas été déclarée aux autorités fiscales. En avril, la chaîne TV2 Danmark révèle qu'il a envoyé des messages inappropriés à une militante des Modérés de 19 ans en février 2022. À la suite de cette révélation, la direction de son parti annonce qu'il prend un congé du Folketing jusqu'au mois d'octobre.
En août 2023, il annonce sa décision de quitter Modérés pour siéger comme indépendant au Folketing. La direction du parti explique de son côté que c'est le parti qui a pris la décision de ne pas autoriser Stephensen à revenir siéger sur ses bancs à l'issue de son congé. Les Modérés critiquent également Stephensen pour sa décision de siéger comme indépendant plutôt que de démissionner de son mandat, ce qui aurait permis son remplacement par un membre du parti.
En mai 2025, le président du groupe parlementaire des Modérés, Henrik Frandsen, annonce que Stephensen est de nouveau le bienvenu aux réunions du groupe, sans toutefois être formellement réintégré à ce dernier.